# لودفيج شيفي
لودفيج شيفي شركة ألمانية لصناعة الأسلحة النارية. ورغم أن مقرها التقليدي كان في برلين بألمانيا، إلا أن منشآت التصنيع الخاصة بالشركة تقع الآن في جمهورية التشيك.
وهي تصنع البنادق اليدوية وذات الفتحتين والمسدسات. وفي فترة ما بين الحربين العالميتين، كانت الأسلحة النارية التي تنتجها شركة شيفي معروفة بتفوقها على جميع شركات صناعة الأسلحة الألمانية الأخرى من حيث الجودة.

## التاريخ

### البدايات
أسس لودفيج شيوي شركة لودفيج شيوي (1883-1956). وتعود جذور الشركة الأولى إلى عام 1921.
ولد لودفيج شيوي في 16 مايو 1883 في لوكا قربأ ورتيلسبورج في مقاطعة بروسيا الشرقية الألمانية آنذاك، وهو ابن كارل شيوي وزوجته كارولين لوتز. لم تكن تفاصيل حياته واضحة إلى حد ما، ولكن لا بد أنه درس التكنولوجيا في كلية أو جامعة، حيث تسرد بطاقة سجل المواطنين الخاصة به من عام 1946 مهنته على أنها مهندس، وهو لقب يعطى فقط لخريجي الكليات أو الجامعات في مجال التكنولوجيا في ألمانيا.
وفي عام 1921، اشترى شركة تسمى F.W. Vandrey & Co ونقل مقرها من هامبورغ إلى برلين. وفي البداية، كانت الشركة تُدار كشركة تجارية تدير متاجر أسلحة في برلين وهامبورغ. وكانت الأسلحة النارية المباعة تُصنع في الغالب بواسطة مصانع الأسلحة النارية في سوهل وتم وضع علامة تجارية لها باسم شركة فاندري. وفي عام 1925، بدأت الشركة في تصنيع أسلحة الصيد، ولكن هذه المرة تحت اسم شيوي حصرا. لذلك، تم وضع علامة F.W. Vandrey & Co, Hamburg & Berlin على الأسلحة النارية من الشركات المصنعة الأخرى التي تبيعها الشركة، بينما تم وضع علامة L. Schiwy, Berlin S.W. 68; على الأسلحة النارية التي تصنعها الشركة بنفسها. كما وتم الإعلان عن لودفيج شيوي بشكل منفصل عن فاندري في دفاتر العناوين في برلين بين عامي 1933 و1943، ولكن كلا القائمتين كانتا تشتركان في نفس العنوان بالإضافة إلى نفس رقم الهاتف.بصفته عضوًا في.
Jagdclub Diana، وكان لدى شيوي تواصل مباشر مع الطبقات العليا من مجتمع برلين بما في ذلك كبار السياسيين وأعضاء الجيش. وكان أيضًا نشطًا في الرماية التنافسية وحصل على العديد من الميداليات الذهبية والبرونزية في بطولة الرماية على الأهداف الثابة الألمانية، باستخدام أسلحة نارية من إنتاجه الخاص. وبفضل هذا الامر، اكتسبت الأسلحته النارية وبسرعة أتباعًا مخلصين ليس فقط بين نخبة المجتمع الألماني، ولكن أيضًا بين بعض الرماة التنافسيين الزائرين. وقد ساعد في ذلك أيضًا مشاركة شيوي في بطولة أوروبا للرماية على الطين في ستوكهولم عام 1929 كعضو في فريق الرماية على الطين الألماني. ولكن لم يكن الوصول إلى الدوائر الصحيحة هو ما أكسب شيوي عملائه فقط. لقد كانت النقطة الأساسية لنجاحه في الواقع هي جودة عمله. منذ بداية إنتاجه الخاص في عام 1925، حيث ركز على جودة الأسلحة النارية من إنتاجه الخاص من خلال دراسة تقنيات صناعة الأسلحة وتكنولوجيا الأسلحة النارية، واختيار الموردين المناسبين وتوظيف أفضل القوى العاملة المتاحة. ونتيجة لذلك، كانت جودة بنادقه ترتقي نحو الأعلى عامًا بعد عام.

### صانع أسلحة هيرمان جورينج
في أواخر عشرينيات القرن العشرين، اكتسبت شركة شيفي أبرز عملائها في شخص هيرمان جورينج. وكان أول سلاح ناري من إنتاج شركة شيفي يمتلكه جورينج بندقية أهداها له صهره، الكونت إريك فون روزن، في ذلك الوقت الذي كانت فيه مثل هذه البندقية باهظة الثمن بالنسبة له. وقع جورينج بسرعة في حب البنادق التي تصنعها شركة شيفي وأصبح عميلاً منتظمًا لها.
منذ أواخر ثلاثينيات القرن العشرين، حصل جورينج على نوع من الحصرية فيما يتعلق بإنتاج شركة شيفي، حيث كانت الشركة تنتج فقط أسلحة نارية مخصصة إما لجورينج نفسه أو كهدايا لأصدقائه ومعارفه. ولسوء الحظ، في حين كانت الأسلحة النارية المصنوعة لجورينج نفسه عادةً ما تحمل شعار النبالة الخاص به، فإن الأسلحة النارية المخصصة للهدايا كانت تحمل في الغالب لوحة إهداء فقط تُظهر أن البندقية قد تم تقديمها من قبل جورينج، ولكن بدون اسم المتلقي. لذلك، لا يمكن نسب معظم هذه الأسلحة النارية بشكل موثوق إلى متلقيها.
واصلت شركة شيفي توريد الأسلحة النارية إلى هيرمان جورينج حتى نهاية الحرب العالمية الثانية. وتم تجميع القطع الأخيرة واختبارها في أواخر عام 1944 أو ربما حتى أوائل عام 1945. كانت هذه الأسلحة النارية هي آخر الأسلحة النارية التي صنعتها شركة شيفي على الإطلاق، حيث كانت نهاية الحرب العالمية الثانية تعني أيضًا نهاية أنشطة شركة شيفي كشركة مصنعة للأسلحة النارية.

### الإنتاج
كان شيوي معروفًا بجودة منتجاته وكان يسعى بنشاط إلى تجاوز جميع المنافسين. ومن السهل جدًا ملاحظة التقدم في عمله من خلال دراسة الأسلحة النارية التي صنعها في سنوات مختلفة. وفي حين كان ينتمي فقط إلى أفضل الشركات المصنعة في ألمانيا في أواخر العشرينيات وأوائل الثلاثينيات، إلا أنه منذ النصف الثاني من الثلاثينيات فصاعدًا، كانت أسلحته النارية على قدم المساواة مع منتجات الشركات المصنعة الأكثر تميزًا في العالم آنذاك مثل Holland & Holland وPurdey وWestley Richards. وفي بعض الحالات، تفوقت عليهم.
كان الجزء الأكبر من الأسلحة النارية التي صنعها شيوي عبارة عن بنادق ماوزر 98 المتكررة التي تم بناؤها على إجراءات تم توريدها أولاً من قبل DWM ثم من قبل Mauser-Werke AG في Oberndorf am Neckar. صُنعت معظمها على بنادق بطول قياسي في عيارات 7 × 64 و7 × 73 من عيار هوف و9,3 × 62 ملم، وعلى بنادق ماغنوم في عيارات مثل 8 × 68 إس و9,3 × 73 ملم. وتوجد أيضًا بندقية واحدة معروفة على الأقل من بين البنادق K القصيرة النادرة من العيار 250- 3000 سافاج. وكانت هذه البندقية هدية عيد الميلاد من جورينج إلى الكونت إريك فون روزن، صهره، في عام 1935.
تمثل الجزء البارز الآخر من مجموعة بنادق شيوي بالأسلحة النارية ذات الحركة المكسورة - بنادق مزدوجة فوق وتحت وبنادق مزدوجة الحفر. تم تصنيع هذه البنادق من بنادق تم الحصول عليها من الشركات المصنعة الموجودة في سوهل. يومكن أن تُعزى بعض البنادق إلى الشركات المصنعة المعروفة. صُنعت معظم هذه البنادق بواسطة شركة سيمسون آند كو (لاحقًا BSW)، بينما جاءت بنادق أخرى من شركة أوسكار ميركل وأيضًا من شركة جيه بي ساور. ومع ذلك، لا يمكن بسهولة نسب العديد من الإجراءات الأخرى إلى أي من الشركات المصنعة المعروفة، وربما تم تصنيعها حسب الطلب بناءً على رسومات شيوي الخاصة. أشهر أسلحة شيوي النارية ذات الحركة المكسورة هي بندقية فاخرة مزدوجة ذات عيار 9,3 × 74 R والتي طلبها إريك فون روزن في عام 1929 كهدية لصهره هيرمان جورينج. وتوجد هذه البندقية الآن في مجموعة شركة شيوي.
كان هناك أيضًا عدد قليل من بنادق لوغر P.04 و P.08 من شيوي والعديد من بنادق الصيد وكذلك البنادق الرياضية، ربما بما في ذلك بندقية شيوي الرياضية الشخصية.
تعاونت شيوي أيضًا مع شركة هالجر في هامبورغ على بندقية مزدوجة خاصة لهيرمان جورينج مصنوعة للطلقة عالية السرعة .280 هالجر ماجنوم. تم تسليم هذه البندقية إلى وزارة الطيران في عام 1938. ووفقًا للمعلومات المتاحة، لم يتم دفع ثمنها مطلقًا. ولا يُعرف مدى مشاركة شيوي في التصنيع، لكن البندقية تمتلك قطعة الخد المرتفعة المميزة جدًا لنمط شيوي.

### أصحاب بنادق شيفي
كمعظم العلامات التجارية الألمانية البارزة في ذلك الوقت، كان شيفي يضم بين عملائه النخبة الألمانية في ذلك الوقت. وكان من بين هؤلاء العملاء أيضًا العديد من الشخصيات المثيرة للجدل وسيئة السمعة. أصبح هذا الأمر واضحا بشكل خاص بعد وصول الحزب النازي إلى السلطة في عام 1933، حيث أصبحت الأسلحة النارية التي صنعها شيفي بمثابة رمز للمكانة بين الشخصيات المؤثرة آنذاك في مجال الأعمال والجيش عموما والدوائر السياسية خصوصا.
ومع ذلك، فمن المهم الانتباه إلى أن شيفي نفسه لم يكن عضوًا في الحزب النازي واكتسب عملائه ذوي السمعة السيئة فقط من خلال جودة منتجاته وليس بسبب آرائه السياسية.
وجدير بالذكر أنه في السنوات اللاحقة، تلقت شخصيات بارزة أخرى أسلحة نارية صنعها شيفي كهدايا من هيرمان جورينج. من بينهم القادة العسكريين والسياسيين في ذلك الوقت بالإضافة إلى بعض الطيارين المعروفين في سلاح الجو الألماني. وكانت هناك أيضًا كميات كبيرة إلى حد ما من الأسلحة النارية التي يملكها شيوي في السويد بفضل العلاقة بين جورينج وعائلة فون روزن.

### السنوات الأخيرة من حياة لودفيج شيفي
لا نعرف الكثير عن السنوات الأخيرة من حياة لودفيج شيفي. ولا يُعرف ما إذا كان شيفي قد عانى من بعض العواقب بسبب علاقته بهيرمان جورينج وبالتالي مع أعضاء آخرين من القيادة النازية. ومع ذلك، كان وضعه المادي صعبًا. فقد دُمر المبنى الواقع في شارع كوتشستراسيه 59، وهو مقر شركته ومسكنه الخاص، وذلك في معركة برلين، واضطر إلى العيش كمستأجر جانبي. وعلاوة على ذلك، تأثرت أعماله بشدة بالأمر رقم 2 الصادر عن مجلس رقابة التحالف، الذي حظر حيازة الأسلحة النارية على المدنيين الألمان وكذلك على مؤسسات الدولة من جميع الأنواع. ووفقًا للدكتور أولريش ستيجليدر وفريدريك فرانزين، فقد اقتصر عمله على إدارة متجر لبيع بنادق الضغط والخرطوش في برلين الغربية، إلا أن شركته، F.W. Vandrey & Co، لم تظهر مرة أخرى في دفتر عناوين برلين إلا في عام 1952 بعنوان Bendlerstraße 11-14، مدرجًا كبائع للأسلحة النارية والآلات المكتبية. وقد تم إدراج نفس العنوان أيضًا كمقر إقامته الشخصي. ومع ذلك، بدءًا من إصدار دفتر العناوين لعام 1955، اختفت الشركة مرة أخرى.
وبعد حوالي عام، أي في 8 فبراير 1956، توفي لودفيج شيفي في برلين.

## لودفيج شيفي اليوم
اليوم، تقع مرافق التصنيع الخاصة بالشركة في قصر رادوفيسنيتسي في بلدية رادوفيسنيتسي الأولى في جمهورية التشيك. ومازالت الشركة وفية لمبدأ لودفيج شيفي - تصنيع أفضل البنادق فقط. ومع ذلك، وعلى النقيض من فترة ما بين الحربين العالميتين، تصنع الشركة الآن معظم الأجزاء في ورشة عملها الخاصة. ويشمل هذا أيضًا أجزاء معقدة مثل المحركات النشيطة والأقفال الجانبية.
وتتضمن محفظة المنتجات الحالية على الأسلحة النارية الكلاسيكية من محفظة شيفي الأصلية - بنادق M98 المتكررة وبنادق مزدوجة فوق وتحت. وهناك أيضًا إضافات جديدة إلى المحفظة - بنادق Mannlicher-Schönauer المتكررة وبنادق متكررة ذات سحب مستقيم بتصميم الشركة الخاص. وهي أيضًا واحدة من الشركات القليلة، إن لم تكن الوحيدة اليوم، التي تصنع مسدسات وبنادق Luger P.04 وP.08 كاملة من الصفر.